# دبيق جبل طارق
دبيق جبل طارق (باللاتينية: Bupleurum gibraltarium) نوع نباتي ينتمي إلى جنس الدبيق من الفصيلة الخيمية. النوع غير مؤكد بعد.

## البيئة والانتشار
موطن هذا النوع المغرب العربي وإسبانيا.